# Neotorularia contortuplicata
Neotorularia contortuplicata är en korsblommig växtart som först beskrevs av Christian Friedrich Stephan, och fick sitt nu gällande namn av Ian Charleson Hedge och Jean Joseph Gustave Léonard. Neotorularia contortuplicata ingår i släktet Neotorularia och familjen korsblommiga växter. Inga underarter finns listade i Catalogue of Life.